# Larry Rivers

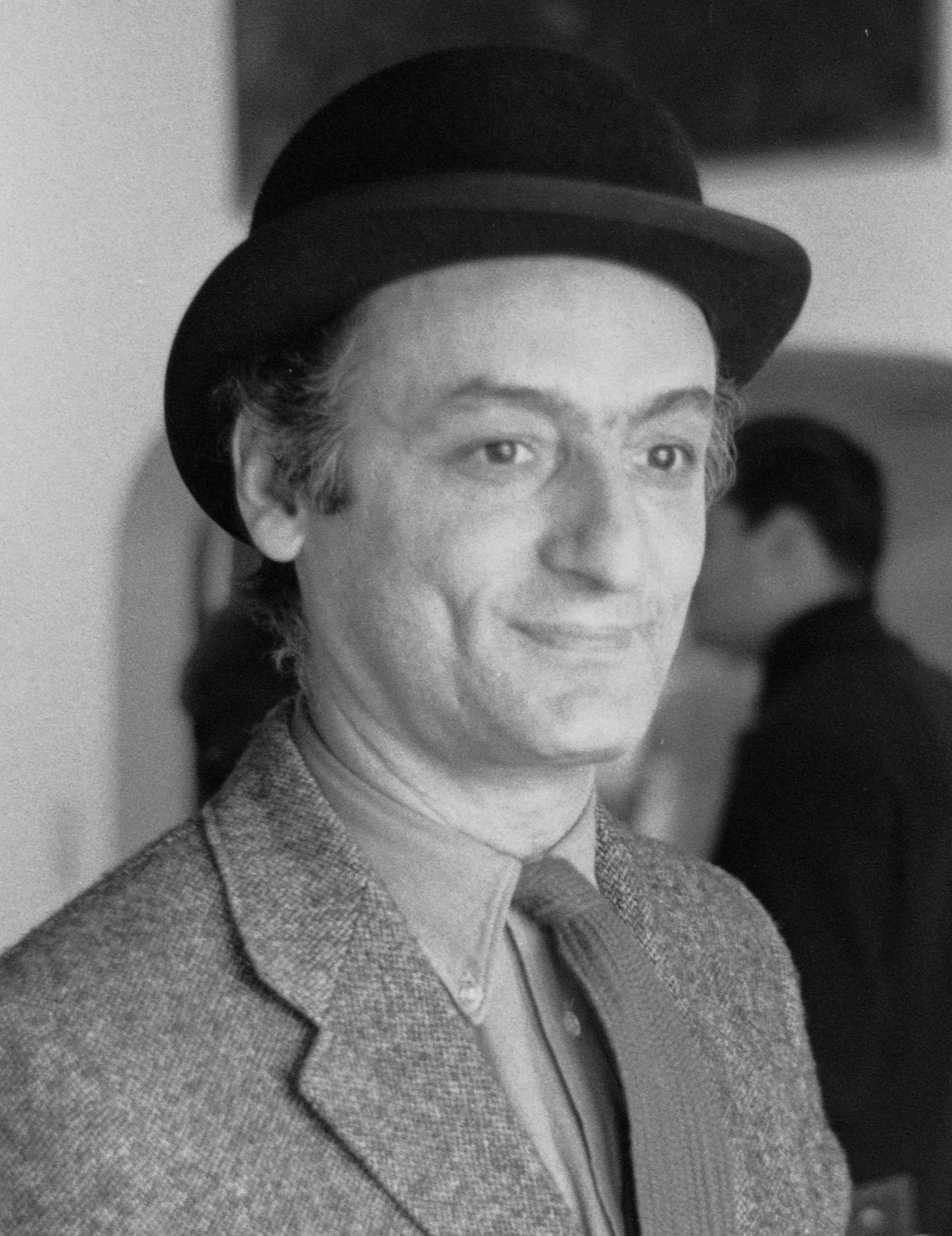
Larry Rivers, 1961

Larry Rivers (* als Yitzhok Loiza Grossberg am 17. August 1923 in New York City; † 14. August 2002 ebenda) war ein US-amerikanischer Musiker und Künstler. Er gilt als einer der Gründerväter der Pop Art.

## Leben
Rivers wurde in der Bronx als Yitzhok Loiza Grossberg geboren. Als Jazz-Saxophonist trat er von 1940 bis 1945 in New York City auf und nahm in dieser Zeit seinen Künstlernamen Larry Rivers an. Er studierte an der Juilliard School of Music von 1945 bis 1946.
Sein Interesse an der Malerei erwachte 1945. Er studierte von 1947 bis 1948 an der Hans Hofmann School und anschließend von 1949 bis 1951 an der New York University, wo er Schüler von William Baziotes war.
Rivers war seit 1945 mit Augusta Berger verheiratet, mit der er den leiblichen Sohn Steven und das Adoptivkind Joseph hatte. Nach der Scheidung von Augusta heiratete Rivers 1961 Clarice Price. Aus dieser Ehe gingen die beiden Töchter Emma und Gwene hervor. Auch diese Ehe wurde 1967 geschieden. Seine spätere Lebensgefährtin war die Malerin Daria Deshuk, mit der er den Sohn Sam Deshuk Rivers hatte. Zum Zeitpunkt seines Todes 2002 lebte er mit der New Yorker Dichterin Jeni Olin zusammen.

## Werk
Bereits früh fühlte sich Rivers dem abstrakten Expressionismus verbunden, begann aber in den späten 1940er Jahren mit figürlicher Malerei. Ab Beginn der 1950er Jahre war er auch bildhauerisch tätig und fertigte Skulpturen aus Gips, Metall und Zement.
Die künstlerische Beschäftigung in Assemblagen mit Massenartikeln wie Verpackungen oder Banknoten ab Mitte der 1950er Jahre machte Rivers zu einem Vorreiter der Pop Art. Er gehörte zur New York School.
1961 bis 1962 hielt Rivers sich in Paris auf, wo es zur Zusammenarbeit mit Jean Tinguely kam; 1967 war Howard Kanovitz in London sein Kollaborationspartner. In den 1960er Jahren erweiterte er die Palette seiner künstlerischen Ausdrucksmöglichkeiten, indem er Elemente aus Holz oder Karton in seine Werke einbaute oder elektrisches Licht verwendete.
1964 war Larry Rivers Teilnehmer an der documenta III in Kassel und 1968 auch der 4. documenta.
In den 1970ern arbeitete Larry Rivers mit Spraydosen und Airbrush und wandte sich den Medien Video und Film zu.
1973 war Wolfgang Niedecken als Student Assistent von Rivers und bezeichnete ihn für seine künstlerische Entwicklung als "Polarstern".
1977 war Larry Rivers Teilnehmer an der documenta 6 in Kassel. Von der National Academy of Design wurde er 1994 in New York zum Vollmitglied (NA) gewählt. Seit 1974 war er gewähltes Mitglied der American Academy of Arts and Letters.